# Saponinas
As saponinas ou saponosídeos são glicosídeos do metabolismo secundário vegetal, caracterizados pela formação de espuma, tendo propriedades de detergentes e surfactantes. São compostos formados por uma parte hidrofílica e uma parte lipofílica. Na identificação laboratorial de presença saponinas podem ser realizados os testes de hemólise sanguínea (in vitro).Têm gosto amargo e acre e os medicamentos que os contêm geralmente são esternutatórios (provocam espirros)  e irritantes para as mucosas.
São compostos não nitrogenados que se dissolvem em água. Apresentam as propriedades de emulsionar óleos e de produzir hemólise. Esta última deve-se à capacidade do glicosídeo de se combinar com as moléculas de colesterol presentes na membrana dos eritrócitos, perturbando o equilíbrio interno-externo e promovendo a ruptura da célula com consequente liberação da hemoglobina.
Quimicamente, constituem um grupo heterogêneo, sendo classificados em glicosídeos saponosídicos do tipo esteroide (p.ex., hecogenina) e do tipo triterpênico (p.ex., ácido glicirretínico).
Os fármacos que apresentam esses princípios ativos são: quilaia (parte interna das cascas de caule de Quillaja saponaria Molina, Quillajaceae); alcaçuz (rizomas e raízes de Glycyrrhiza glabra L., Fabaceae); ginseng (raízes de Panax quinquefolius L. e P. ginseng C. A. Mey., Araliaceae); castanheiro-da-índia (cascas de caules de Aesculus hippocastanum L., Sapindaceae); dioscórea (tubérculos de Dioscorea sp., Dioscoreaceae); polígala (raízes dePolygala senega L., Polygalaceae); salsaparrilha e ginseng nacional.

## Propriedades gerais
As saponinas possuem uma elevada solubilidade em óleo, no entanto possuem parte hidrofílica também, o que as tornam surfactantes.
Apresentam sabor acre e podem causar desorganização de membranas celulares.

## Classificação
- Saponinas esteroidais: esqueleto com 27 carbonos, tetracíclico.[2]
- Saponinas triterpênicas: esqueleto com 30 carbonos, pentacíclico.[2]

## Características físico-químicas
São substâncias de cor branca ou amarela, amorfas e cristalizáveis. Dissolvem-se em solução alcalina, e, em solução ácida ocorre precipitação.

## Emprego Farmacêutico
As saponinas são componentes importantes para a ação de muitas drogas vegetais, destacando-se aquelas tradicionalmente utilizadas como expectorantes e laxantes.

## Vegetais que contêm saponinas
- Alcaçuz -  anti-inflamatório, anti-tussígeno, anti ulceroso e edulcorante;
- Aloe vera - anestésico, antiviral, cicatrizante, bactericida, fungicida, regenerador celular, coagulante;
- Batata
- Berinjela (quando submersa em água libera saponinas);
- Castanha da Índia - antiedematoso e anti-inflamatório;
- Centela - cicatrizante;
- Erva-mate
- Gilbarbeira - usado na flebologia e proctologia;
- Ginseng - adaptógeno;
- Guaraná - estimulante;
- Gynostemma pentaphyllum - antioxidanteGynostemma pentaphyllum (porém, não há informações quanto a toxidade);
- Jacarandá-de-sangue - antifúngica;
- Jambolão
- Juazeiro
- Maca peruana
- Polígala - usado contra a tosse;
- Quilaia - detergente;
- Quinoa (grão)
- Saboeiro (frutos da árvore)
- Tribulus terrestris

## Função nos vegetais
Nas plantas, funcionam na defesa contra insetos e patógenos e também  na manutenção do crescimento.